# Rui Duarte de Barros
Rui Duarte de Barros (ur. 1960) – polityk z Gwinei Bissau, pełniący obowiązki premiera Gwinei Bissau od 16 maja 2012 do 3 lipca 2014, jako kolejna osoba po zamachu stanu z 12 kwietnia 2012. Od 21 grudnia 2023 do 7 sierpnia 2025 premier Gwinei Bissau.